# 오군
오군(吳郡)은 후한시대에 설치한 중국의 옛 군이다. 동으로 황해를 임하고 있다. 이름은 춘추시대의 제후국인 오나라에서 따왔으며, 장쑤성의 지급시인 쑤저우시의 전신이다.

## 후한
129년(영건 4년) 회계군에서 첸탕강 유역과 그 이북지역을 오군으로 분리신설했다. 낙양에서 동으로 3,200리거리에 있으며 13성 164,164호 700,782명을 거느렸다.
| 현명     | 한자     | 대략적 위치                         | 비고 |
| -------- | -------- | ----------------------------------- | --- |
| 오현     | 吳縣     | 쑤저우 시                           | 치소. 진택(震澤)이 서쪽에 있었는데 후에 구구택(具區澤)으로 개명했다. |
| 해염현   | 海鹽縣   | 자싱시 핑후시                       | 127년(후한 순제 영건 2년) 현의 치소가 핑후시에서 핑후시 서남 장안교촌(長安橋村)일대로 옮겨졌다. |
| 오정현   | 烏程縣   | 후저우시 우싱구 운소촌(雲巢村)      | |
| 여항현   | 餘抗縣   | 항저우시 위항 구 여항가도(余杭街道) | |
| 비릉현   | 毗陵縣   | 창저우 시                           | 후한말 비릉 전농교위가 신설되면서 그 교위의 치소가 되었다. |
| 단도현   | 丹徒縣   | 전장시 단도진(丹徒鎭) 서            | |
| 곡아현   | 曲阿縣   | 전장시 단양시                       | |
| 유권현   | 由拳縣   | 자싱시                              | |
| 안현     | 安縣     |                                     | |
| 부춘현   | 富春縣   | 항저우시 푸양구                     | 오의 건국세력인 손씨집안의 근거지로 손견의 출생지였다. |
| 양선현   | 陽羨縣   | 우시 시 이싱시                      | |
| 무석후국 | 無錫候國 | 우시시                              | 후한말 비릉전농교위로 이관되었다. |
| 누현     | 婁縣     | 쑤저우시 쿤산시                     | |
| 임수현   | 臨水縣   | 항저우 시 린안 시 고홍진(高虹鎭)    | 211년(건안 11년) 여항현의 서부지역에서 분리신설되었다. |
| 영안현   | 永安縣   | 후저우시 더칭현                     | 194년(후한 헌제 흥평 원년) 오정현과 여항현에서 분리신설되었다. |
| 해창현   | 海昌縣   | 자싱시 하이닝시 염관진(鹽官鎭) 남   | 201년(후한 헌제 건안 6년) 신설되었다. 203년(후한 헌제 건안 8년)경, 당시 21세였던 육손이 본현 둔전교위로 임명되어 현의 정무를 맡았다. 258년(오 폐제 영안 원년) 해창현에서 지금의 이름으로 개명되었다. |

## 동오
234년(오 대제 가화 3년) 건업과 인접한 지역이 비릉전농교위, 266년(손호 보정 원년)에 오흥군으로 분리되면서 군역이 축소되었다.
| 현명   | 한자   | 대략적 위치                                   | 비고 |
| ------ | ------ | --------------------------------------------- | --- |
| 오현   | 吳縣   | 쑤저우시                                      | |
| 가흥현 | 嘉興縣 | 자싱시                                        | 231년(오 대제 황룡 3년)유권현에서 화흥현(禾興縣)으로 개명되었다. 242년(오 대제 적오 5년) 화흥현에서 가흥현으로 개명되었다. |
| 해염현 | 海鹽縣 | 자싱시 핑후시 장안교촌(長安橋村)              | |
| 염관현 | 鹽官縣 | 자싱시 하이닝시 염관진 남                     | 258년(오 폐제 영안 원년) 해창현이 지금의 이름으로 개명되었다.                                                              |
| 전당현 | 錢唐縣 | 항저우시 샤청구                               | |
| 부춘현 | 富春縣 | 항저우시 푸양구                               | 225년 본현에서 동려현, 건덕현이 분리신설되었다.                                                                            |
| 동려현 | 桐廬縣 | 항저우시 퉁루현 서남 유조촌(兪趙村) 남        | 225년(손권 황무 4년)부춘현에서 분리신설되었다.                                                                             |
| 건덕현 | 建德縣 | 항저우시 젠더시 매성진(梅城鎭)                | 225년 부춘현에서 분리신설되었다.                                                                                           |
| 신창현 | 新昌縣 | 항저우시 젠더시 대동진(大同鎭) 고성산(古城山) | 225년 신설되었다. |
| 해려현 | 海廬縣 |                                               | |
| 누현   | 婁縣   | 쑤저우시 쿤산시                               | |
| 오정현 | 烏程縣 | 후저우시 우싱구 운소촌(雲巢村)                | 266년 오흥군으로 분리되었다.                                                                                               |
| 여항현 | 餘抗縣 | 항저우시 위항구                               | 266년 오흥군으로 분리되었다.                                                                                               |
| 영안현 | 永安縣 | 후저우시 더칭현                               | 266년 오흥군으로 분리되었다.                                                                                               |
| 임수현 | 臨水縣 | 항저우시 린안시 고홍진(高虹鎭)                | 266년 오흥군으로 분리되었다.                                                                                               |

## 남조
280년(서진 무제 태강 원년) 서진이 오나라를 정복하면서 서진의 땅이 되었다. 서진대 오군은 11현 25,000호를 거느렸다. 463년(유송 효무제 대명 7년) 남서주로 소속이 바뀌었다가 1년 만에 양주로 돌아왔다. 유송대 오군은 12현 50,488호 424,812명을 거느렸다. 또한 유송대 오군은 수도인 건강까지 수로로 670리, 육로로 520리 거리였다. 속현은 진나라 때 해우현, 신성현이 신설된 이후 유송, 남제시기까지 변하지 않았다. 진나라때인 587년(진숙보 정명 원년), 전당, 부양, 신성 3현이 전당군(錢塘郡)으로 분리되었다.
| 현명   | 한자   | 대략적 위치                                   | 민정 | 비고 |
| ------ | ------ | --------------------------------------------- | --- | --- |
| 오현   | 吳縣   | 쑤저우시                                      | 령(令) | |
| 가흥현 | 嘉興縣 | 자싱시                                        | 령(令) | |
| 해염현 | 海鹽縣 | 자싱시 핑후시 장안교촌(長安橋村)              | 령(令) | |
| 염관현 | 鹽官縣 | 자싱시 하이닝시 염관진 남                     | 령(令) | |
| 전당현 | 錢唐縣 | 항저우시 샤청구                               | 령(令) | 587년 전당군으로 분리되었다.                                                                                   |
| 부양현 | 富陽縣 | 항저우시 푸양구                               | 령(令) | 372년(동진 간문제 함안 2년)부춘현이 부양현으로 개명되었다. 587년 전당군으로 분리되었다.                        |
| 동려현 | 桐廬縣 | 항저우시 퉁루현 서남 유조촌(兪趙村) 남        | 령(令) | |
| 건덕현 | 建德縣 | 항저우시 젠더시 매성진(梅城鎭)                | 령(令) | |
| 수창현 | 壽昌縣 | 항저우시 젠더시 대동진(大同鎭) 고성산(古城山) | 령(令) | 280년, 신창현이 수창현(壽昌縣)으로 개명되었다.                                                                 |
| 누현   | 婁縣   | 쑤저우시 쿤산시                               | 령(令) | |
| 해우현 | 海虞縣 | 쑤저우시 창수시                               | 령(令) | 283년(서진 무제 태강 4년) 오현 우향(虞鄕)이 해우현으로 분리되었다. 동진초기 해우현 북쪽에 동해군이 교치되었다. |
| 신성현 | 新城縣 | 항저우시 푸양시 신등진(新登鎭)                | 령(令) | 225년부터 227년까지 존재했던 신성현이 334년(진 성제 함화 9년) 복치되었다. 587년 전당군으로 분리되었다.         |
| 해려현 | 海廬縣 |                                               | 《진서》에는 오군의 속현으로 기록되어 있으나 그 이후의 지리서인 《송서》이후의 지리서에는 기록되어있지 않다. | 《진서》에는 오군의 속현으로 기록되어 있으나 그 이후의 지리서인 《송서》이후의 지리서에는 기록되어있지 않다.   |

## 수
507년(양 무제 천감 6년) 신의군이 분리신설되었다. 진나라때 오군이 오주(吳州)로 분리되었다. 수나라가 남진을 정복한 이후, 오주가 소주(蘇州)로 개명되었다. 대업초기 소주에서 오주로 복귀했다가 607년(수 양제 대업 3년) 주현제가 폐지되고 군현제가 복구되면서 오군이 재설치되었다. 수나라 때 오군은 5현 18,377호를 거느렸다.
| 현명   | 한자   | 대략적 위치                 | 비고 |
| ------ | ------ | --------------------------- | --- |
| 오현   | 吳縣   | 쑤저우시                    | 서산(胥山), 횡산(橫山), 화산(華山), 고소산(姑蘇山), 태호(太湖)가 있다. |
| 곤산현 | 昆山縣 | 쑤저우시 쿤산시             | 535년(양 무제 대동 원년) 지금의 상하이시 쑹장구 소곤산진(小昆山鎭)일대에 설치된 현이다. 진나라의 멸망 이후 폐지되었다가 598년(수 문제 개황 18년)지금의 위치에서 복치되었다. |
| 상숙현 | 常熟縣 | 쑤저우시 창수시             | 옛 남사현이다. 신의군이 소주에 통폐합되면서 군의 속현이었던 해양, 전경, 신의, 해우, 흥국 남사 6현이 통폐합되어 만들어졌다. 우산(虞山)이 있다.                               |
| 오정현 | 烏程縣 | 후저우시 남고성(南菰城)유지 | 진나라의 멸망 이후 오흥군이 폐지되면서 동천현이 통폐합되었다. 인수연간에 호주로 분리되었으나 대업초기 통폐합되었다. 현내에 치산(雉山)이 있었다.                             |
| 장성현 | 長城縣 | 후저우 시 창싱현            | 진나라의 멸망 이후 폐지되었다가 602년(인수 2년)에 복치돠었다. 변산(卞山)이 있다.                                                                                            |

## 같이 보기
- 회계군